# Нико Николадзе
Нико̀ Никола̀дзе (на грузински: ნიკო ნიკოლაძე) е грузински общественик, публицист и политик.

## Биография
Нико Николадзе е роден на 27 септември 1843 година в село Диди Джихаиши, Имеретия, в дребноблагородническо семейство. През 1860 година постъпва в Санктпетербургския университет, но за политическата си дейност е изключен и изгонен от Русия, след което през 1864 година завършва Цюрихския университет.
Николадзе се връща в Грузия и пише в различни вестници, утвърждавайки се като един от водещите либерални публицисти в страната. Ангажира се с местната политика, а от 1894 до 1906 година е кмет на Поти, където ръководи разширението на градското пристанище. През 1917 година е сред основателите на Национално-демократическата партия, на която става почетен председател. Завемането на Грузия от Съветска Русия през 1921 година го заварва на дипломатическа мисия в Лондон и той се връща в страната едва през 1926 година.
Нико Николадзе умира на 5 юни 1928 година в Тифлис.